# NGC 428
NGC 428 је спирална галаксија у сазвежђу Кит која се налази на NGC листи објеката дубоког неба.
Деклинација објекта је + 0° 58' 53" а ректасцензија 1h 12m 55,6s. Привидна величина (магнитуда) објекта NGC 428 износи 11,3 а фотографска магнитуда 11,9. Налази се на удаљености од 14,9000 милиона парсека од Сунца. NGC 428 је још познат и под ознакама UGC 763, MCG 0-4-36, CGCG 385-28, IRAS 01103+0043, PGC 4367.